# Frank Kungler
Frank X. Kugler (Alemania, 29 de marzo de 1879-Saint Louis, 7 de julio de 1952) fue un deportista alemán de nacimiento y estadounidense de adopción que participó en pruebas de lucha, halterofilia y tira y afloja en los Juegos Olímpicos de 1904.
En las diferentes pruebas en las que participó ganó un total de cuatro medallas, uno de plata y tres de bronce. La medalla de plata fue en la categoría de peso pesado del programa de lucha.
Ganó dos medallas de bronce en las dos pruebas del programa de halterofilia, el levantamiento a dos manos y el concurso completo.
Es el único deportista en haber ganado medallas en tres deportes diferentes en los mismos Juegos Olímpicos.